# イライシャ・グレイ
イライシャ・グレイ（Elisha Gray、1835年8月2日 - 1901年1月21日、エリシャ・グレイとも呼ばれる）は、アメリカの発明家・技術者、およびウェスタン・エレクトリック社(1869年-1992年)の共同設立者である。
1876年のイリノイ州ハイランドパークにおける電話機の試作品の開発で最も有名。近年の著者の中には、アレクサンダー・グラハム・ベルはグレイから液体送信機のアイデアを盗んだと言われており、グレイは2年以上前から電話の実験で液体送信機を使用していたため、グレイを真の電話の発明者とみなすべきだと主張する者もいる。しかし、ベルの電話特許が多数の判決において支持された。
また、現代のシンセサイザーの父と考えられており、自身の発明に関して70件以上の特許を取得した。Graybarの創業者の1人であり、設立直後に会社の支配的利権を購入している。

## 経歴と初期の発明
オハイオ州バーンズヴィルでChristiana (Edgerton)とDavid Grayの間に生まれる。家族はクエーカー教徒であり、農場で育てられた。数年をオーバリン大学で過ごし、そこで電気デバイスの実験を行った。卒業はしなかったが、そこで電気と科学を教え、理系の学部のために実験装置を作成した。
オーバリン大学にいた1862年にDelia Minerva Shepardと出会い結婚した。
1865年、電信線の変化する絶縁に自動的に適合する自動調整電信リレーを発明した。1867年、この発明に対して初の特許を取得した。
1869年、グレイとパートナーのEnos M. Bartonはオハイオ州クリーブランドでGray & Barton Co.を設立し、巨大な会社であるウエスタンユニオンに電信機器を供給した。配電事業は後に分離され、独立会社であるGraybar Electric Company, Inc.に組織された。Bartonは新製品の検査と試験のためにウエスタンユニオンに雇われた。
1870年、Gray & Barton Co.の資金がウエスタンユニオン電信会社の長であるAnson Stager将軍により手配された。StagerはGray & Barton Co.の業務担当となり、取締役会には残った。会社はハイランドパーク近くへ移った。その後グレイは電信業界に利益をもたらすかもしれない発明に集中するため、チーフエンジニアとしての管理職を辞めた。グレイの発明と特許の費用は、陶歯を作り大金を稼いだフィラデルフィアの歯科医Dr. Samuel S. Whiteによって賄われていた。Whiteはグレイが電話などの有望で競合する発明ではなく、莫大な利益が約束されている音響電信（Acoustic telegraphy）に集中することを望んでいた。Whiteは1876年にグレイの電話に対する関心を向け直す決定をした。
1870年、ホテルやエレベーター用の針アナンシエーターを開発した。また、タイプライターのキーボードを持ち紙テープにメッセージを印刷するマイクプリンターを開発した。
1872年、Vanderbiltsとジョン・モルガンから資金援助を受けたウエスタンユニオンは、Gray and Barton Co.の3分の1を買収し、名前をウェスタン・エレクトリック・マニュファクチャリング・カンパニー・オブ・シカゴに変更した。グレイはウェスタン・エレクトリックで発明を続けた。
1874年、退職し独立して研究開発を行った。各トーンを分かれた電信キーで制御するマルチトーン送信機で構成される高調波電信の特許を申請した。1874年5月と6月にニューヨークとワシントンD.C.でこの発明のデモンストレーションを個人的に行った。
イリノイ州ハイランドパークの長老派教会の創立者であった。1874年12月29日に教会でミュージカルトーン（楽音）を送信するための発明の最初の実演を行い、新聞の発表によると「電信線を介してなじみのあるメロディ」を送信した。これは、2オクターブのピアノキーボードで操作される単音発振器である振動電磁回路を使用した最初期の電気楽器の1つであった。この「ミュージックテレグラフ」はその振動が電磁石により生成される鋼のリードを使用して電信線で送信する。また、後継のモデルでは磁場中の振動板から構成される単純なスピーカーを作り、受信側で発振器の音が大きく聞こえるようにした。1900年、水中信号デバイスに取り組んだ。死後の1901年には発明がオーバリン大学に与えられた。その数年後、水中信号デバイスの発明者として認められた。
1875年7月27日、"Electric Telegraph for Transmitting Musical Tones"（楽音を送信するための電信）（音響電信）のアメリカ合衆国特許第 166,095号を取得した。

## 電話
Samuel Whiteが電話に取り組むのに反対していたため、1876年2月11日（金）まで音声を送信するための発明について誰にも話さなかった。グレイは特許弁護士William D. Baldwinに米国特許庁へ提出するための"caveat"を準備するよう要求した。caveatとは図面と説明のある仮特許出願のようなものであったが、審査請求はなかった。

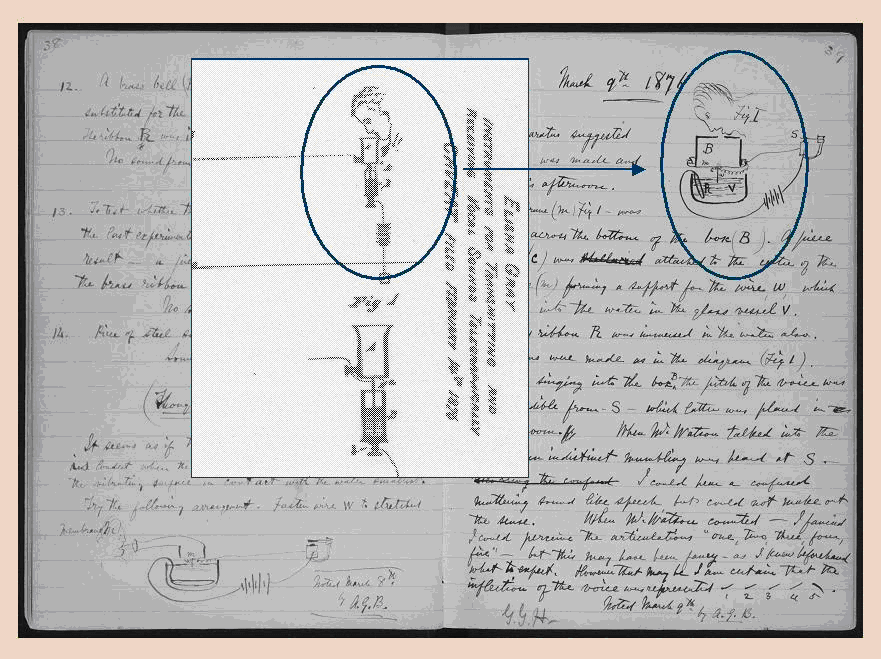
2月14日のイライシャ・グレイの特許caveatと3月9日にアレクサンダー・グラハム・ベルの研究ノートに記されたものの抜粋は、類似性を示している。

1876年2月14日（月）の朝、グレイはサインをし、液体送信機を用いた電話について説明したcaveatを認証した。Baldwinはその後、米国特許庁に提出した。同じ日の朝、アレクサンダー・グラハム・ベルの弁護士がベルの特許を提出した。グレイはベルの申請の数時間前に自身のcaveatが到着したと信じていたが、どの申請が最初に到着したかについては激しく議論されている。ワシントンDCにいたベルの弁護士はイギリスで最初に提出されるまでアメリカでは提出しないという指示があったため、ベルの特許出願を数か月待っていた（当時、イギリスは他の地域で前に特許取得されていない発見に対してのみ特許を発行していた）。
Evensonによると、1876年2月12日から14日の週末、特許庁にcaveatもしくは出願が提出される前に、ベルの弁護士が2月14日月曜日の早朝に提出される予定であるグレイのcaveatにある液体送信機のアイデアについて知った。ベルの弁護士はその後液体送信機と可変抵抗クレームを説明する7文をベルの草案に追加した。弁護士の書記が下書きを完成した特許出願として再度コピーした後に、ベルの弁護士は完成した出願を月曜日の正午前に特許庁へ手渡しで提出したが、これはグレイの弁護士がグレイのcaveatを提出した数時間後であった。ベルの弁護士はベルの申請書をすぐに記録し、月曜日に審査官に手渡しし、後にベルの申請が最初に到着したと主張できるよう要求した。ベルはこのときボストンにいたため、自身の申請が提出されたことを知らなかった。
5日後の2月19日、ベルの出願とグレイのcaveat両方の特許審査官であるZenas Fisk Wilberは、ベルの申請のクレームにはグレイのcaveatに記載されているのと同じ可変抵抗機能が含まれていることに気づいた。Wilberは競合特許出願を提出する時間をグレイに与えるためにベルの出願を90日間保留した。この保留により、ベルには回路を破壊せずに電流の強さを変えることに言及しているグレイの最初の特許出願との干渉を避けるようにクレームを修正する時間が与えられた。この電流は審査官にとってはベルが主張していた「波動電流」のように思われた。このような干渉は、先発明主義の下、ベルがグレイより前にその機能を発明したという証拠をベルが提出するまで、ベルの申請を遅らせた。
ベルの弁護士はまだボストンにいたベルに電報を送り、ワシントンDCに来させた。ベルは2月26日に到着すると弁護士を訪ねその後Wilberを訪ねた。彼はベルに、グレイのcaveatは液体送信機を示していることを伝え、液体送信機のアイデア（ベルの特許出願に液体として水銀を使用すると記載されている）がベルによって発明されたことの証明をベルに求めた。ベルは1年前の自身の出願で回路のブレーカーに水銀が使われていたことを指摘した。水銀は電話送信機では機能していなかったが、審査官はこの議論を受け入れた。2月29日、ベルの弁護士はベルのクレームに対して、修正案を提出し、グレイのcaveatと以前の申請を区別した。3月3日、Wilberはベルの申請を認め、1876年3月7日、米国特許庁よりアメリカ合衆国特許第 174,465号が公開された。
ベルはボストンに戻り3月9日に仕事を再開し、グレイのcaveatに示されているものと非常によく似た下向きで使われる水送信機の図を実験ノートに描いた。ベルとワトソンは3月10日に液体送信機の設計を作りテストを行い、"Mr. Watson – come here – I want to see you."というはっきりとした話し声を送信するのに成功した。ベルのノートは1976年に議会図書館に寄贈され公開された。
ベルの液体送信機の設計はグレイのものに似ていることから、グレイから電話を盗んだと訴えられているが、議会図書館の文書は、ベルが3年間にわたり多重電信や他の実験で液体送信機を広範に使用していたことを示している。グレイの設計を盗んだと言われているときから10か月前の1875年4月に、米国特許庁はベルに"autograph telegraph"と呼んだ原始的なファックスの機械に対するアメリカ合衆国特許第 161,739号を与えている。この特許図面には液体送信機が含まれている。
1876年3月以降、ベルとワトソンは電磁電話の改善に集中し、実演や商用利用でグレイの液体送信機を使うことはなかった。1876年6月のアメリカ独立100周年を記念するフィラデルフィア万博で電話のデモを行ったとき、グレイの水送信機ではなく改良した電磁送信機を用いた。
グレイはcaveatを放棄したが、1877年後半に同じ発明についての特許を出願した。これによりベルの特許に対し第2の干渉を受けた。特許庁は「1876年2月14日のグレイのcaveatにあるように、彼は間違いなく[可変抵抗]の発明を最初に思い付き開示をしたが、他の人が本発明の有用性を実証するまで完成に相当する行動をとらなかったことが、彼にその考慮をさせる権利を奪った」と決定した。グレイはそれでもベルの特許に異議を申し立て、2年間の訴訟の後ベルに発明の権利が授与され、その結果ベルが発明者として認められた。
1886年、Wilberは宣誓供述書において、自身がアルコール依存症であり、南北戦争で一緒に従軍していたベルの弁護士Marcellus Baileyに多額の借金をしていたことを証言した。また、特許庁の規則に反してBaileyに対してグレイが申請したcaveatを見せたと述べた。さらにcaveatをベルに見せベルから100ドルをもらったとも述べた。ベルは一般用語で特許を議論しただけであると証言したが、グレイに対する手紙の中で、技術的な詳細のいくつかを知ったことを認めた。Wilberの宣誓供述書は自身の以前の証言と矛盾しており、歴史家は彼の最後の宣誓供述書はベルの特許を盗もうとしていたPan-Electric Companyの弁護士により彼のために起草され、後に米国司法長官Augustus Garlandと数名の議員を買収したことが見つかっていることを指摘している。
ベルの特許は1888年にLysander Hill弁護士により論争となった。彼はWilberを、ベルや彼の弁護士Pollokがベルの出願にグレイの液体マイクの設計に似た別の設計を説明する7文を余白に加えることを可能にしたことで訴えた。しかし、余白の文はベルの前の下書きにのみ加えられ、パラグラフにすでに存在する7文に示されるように特許出願には追加されなかった。ベルは、弁護士へ「ワシントンに送る前ほぼ最後の瞬間」に申請書の初期草案の余白にこれら7文を加えたと証言した。ベルや彼の弁護士は特許庁に出願した後、出願に7文を加えることはしなかった。なぜならそうであった場合、出願が保留されることはなかったからである。

## さらなる発明
1887年、電信システムを介して手書き文字を遠くに送信できるデバイスであるテルオートグラフを発明した。これらの先駆的なファックスの機械の特許をいくつか取得し、1888年にGray National Telautograph Companyが特許を受け、長年The Telautograph Corporationとして事業を続けた。一連の合併の後、1990年代にゼロックスに吸収された。グレイのテルオートグラフの機械は遠く離れた場所で文書にサインするために銀行により使われ、銃のテスト中、銃からの耳をつんざくような騒音により電話での話し声による指示が使えなくなったときに手書きの命令を送信するために軍により使われた。また、この機械は予定変更のために駅でも使われた。
グレイは1893年のコロンブス万博で自身のテルオートグラフの発明品を展示し、その後すぐにその共有権を売却した。また、1893年のコロンビア万博での国際電気技師会議の議長でもあった。
原始的な閉回路テレビのシステムを考案し、これを「テレフォテ」と呼んだ。写真はセレン電池の配列に焦点を合わせ、セレン電池からの信号は分かれたワイヤで遠方のステーションに送信される。受信側では、各ワイヤがシャッターを開閉させ画像を再現する。
1897年エリオット・クレッソン・メダル受賞。1899年にボストンに移りそこで発明を続けた。彼が行ったプロジェクトの1つは、船にメッセージを送信するための水中信号デバイスの開発であった。このような信号デバイスの1つが1900年12月31日に試験され、3週間後の1901年1月21日にマサチューセッツ州ニュートンヴィルで心臓発作により亡くなった。
一部の作家がグレイコードの発明者をイライシャ・グレイとしているがこれは誤りで、実際にはフランク・グレイにちなみ名づけられた。

## 出版物
以下に示す本など数冊執筆している。
- Experimental Researches in Electro-Harmonic Telegraphy and Telephony, 1867–1876 (Appleton, 1878)
- Telegraphy and Telephony (1878)
- Electricity and Magnetism (1900) and
- Nature's Miracles (1900) a nontechnical discussion of science and technology for the general public.

## レファレンス

### 関連文献
- Shulman, Seth (2008). The Telephone Gambit. New York, New York: W. W. Norton. ISBN 0-393-06206-6
- Evenson, A. Edward (2000). The Telephone Patent Conspiracy of 1876: The Elisha Gray - Alexander Bell Controversy. North Carolina: McFarland. ISBN 0-7864-0883-9
- Baker, Burton H. (2000). The Gray Matter: The Forgotten Story of the Telephone. St. Joseph, Mi.: Telepress. ISBN 0-615-11329-X
- Coe, Lewis (1995). The Telephone and Its Several Inventors. North Carolina: McFarland Publishers. ISBN 0-7864-0138-9
- Patterson, Boyd Crumrine (January 1969). “The Story of Elisha Gray”. Western Pennsylvania History 52 (1):  29–41.
- Dr. Lloyd W. Taylor, an Oberlin physics department head, began writing a Gray biography, but the book was never finished because of Taylor's accidental death in July 1948. Dr Taylor's unfinished manuscript is in the College Archives at Oberlin College.

### グレイの特許
Patent images in TIFF format
- アメリカ合衆国特許第 166,095号 Electric Telegraph for Transmitting Musical Tones, filed Jan 19, 1875, issued July 27, 1875
- アメリカ合衆国特許第 166,096号 Improvement in Electric Telegraph for Transmitting Musical Tones, issued July 27, 1875
- アメリカ合衆国特許第 173,460号 Automatic Circuit-Breakers for Electro-Harmonic Telegraphs, filed Jan 8, 1876, issued Feb 15, 1876
- アメリカ合衆国特許第 173,618号 Electro-Harmonic Telegraph, filed Jan 27, 1876, issued Feb 15, 1876
- アメリカ合衆国特許第 175,971号 Telephonic Telegraph Apparatus, filed Jan 8, 1876, issued April 11, 1876
- アメリカ合衆国特許第 186,340号 Electro-Harmonic Telegraph, filed Jan 27, 1876, issued Jan 16, 1877
- アメリカ合衆国特許第 386,814号 Art of Telegraphy, issued July 1888 (writing telegraph or telautograph)
- アメリカ合衆国特許第 386,815号 Telautograph, issued July 1888
- アメリカ合衆国特許第 461,470号 Telautograph, issued October 1891
- アメリカ合衆国特許第 461,472号 Art of and Apparatus for Telautographic Communication, issued October 1891 (improved speed and accuracy)
- アメリカ合衆国特許第 491,347号 Telautograph, issued February 1893
- アメリカ合衆国特許第 494,562号 Telautograph, issued April 1893